# 卡什里夫卡
48°0′48″N 32°54′7″E / 48.01333°N 32.90194°E
卡什里夫卡（烏克蘭語：Каширівка），是烏克蘭南部的村莊，隸屬尼古拉耶夫州的巴什坦卡區。該村始建1840年，面積1.16平方公里，海拔高度120米，2001年人口413，人口密度每平方公里356人。